# Barbara Britton
Pour les articles homonymes, voir Britton.
Barbara Britton est une actrice américaine née le 26 septembre 1920 à Long Beach, Californie (États-Unis), morte le 17 janvier 1980 à New York (État de New York).

## Biographie
Née Barbara Brantingham à Long Beach en Californie, son plus grand succès est le film So Proudly We Hail! en 1943. Elle se marie avec le Dr Eugene Czukor en 1945, avec qui elle a eu deux enfants. Elle meurt d'un cancer à New York à 59 ans.

## Hommages

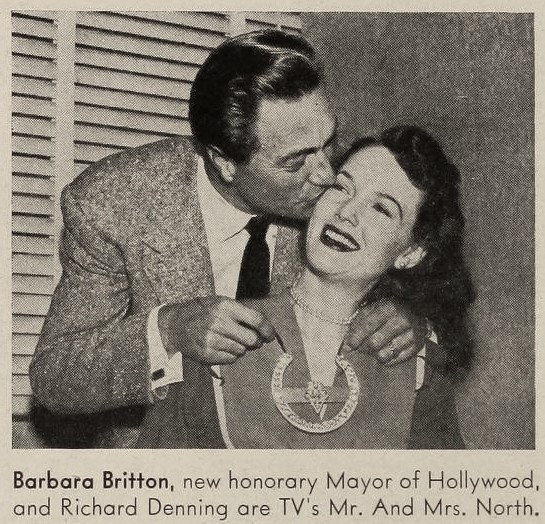
Richard Denning remettant l'insigne de maire honoraire de Long Beach à Barbara Britton.

Une rue de Long Beach est nommée en son honneur. Elle a été nommée maire honoraire d'Hollywood en 1952. En 1960, une étoile lui est consacrée sur le Hollywood Walk of Fame.

## Filmographie

### Cinéma

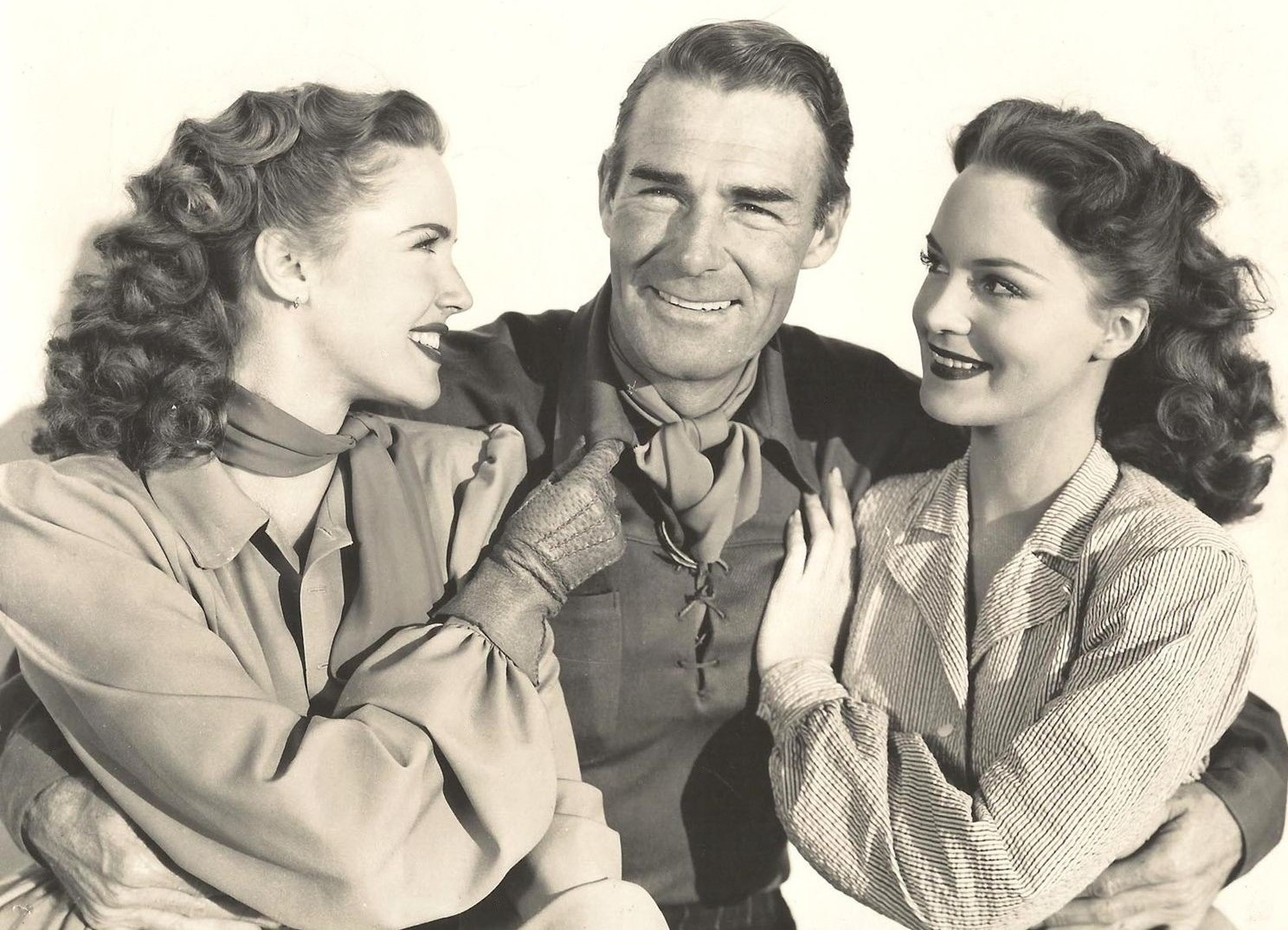
Barbara Britton avec Randolph Scott et Dorothy Hart dans La Vallée maudite (Gunfighters) en 1947.

- 1941 : Secret of the Wastelands : Jennifer Kendall
- 1941 : Louisana Purchase : Louisiana Belle
- 1942 : The Fleet's In : Eileen Wright
- 1942 : Les Naufrageurs des mers du Sud (Reap the Wild Wind) de Cecil B. DeMille : Charleston Lady
- 1942 : Mabok, l'éléphant du diable (Beyond the Blue Horizon) : Pamela, la fille au cirque
- 1942 : La Sentinelle du Pacifique (Wake Island) de John Farrow : Sally Cameron
- 1942 : Mrs. Wiggs of the Cabbage Patch (en) de Ralph Murphy  : Lucy Olcott
- 1943 : Freedom Comes High : Ellen Blanding
- 1943 : Young and Willing : Marge Benson
- 1943 : Les Anges de miséricorde (So Proudly We Hail!) de Mark Sandrich : Lieutenant Rosemary Larson
- 1943 : The Last Will and Testament of Tom Smith : Grace
- 1944 : Showboat Serenade : Judy
- 1944 : L'Odyssée du docteur Wassell (The Story of Dr. Wassell) de Cecil B. DeMille : Ruth
- 1944 : Voyage sans retour (Till We Meet Again) de Frank Borzage : Sœur Clothilde
- 1945 : The Great John L. : Kathy Harkness
- 1945 : Le Capitaine Kidd (Captain Kidd), de Rowland V. Lee  : Lady Anne Dunstan
- 1946 : The Virginian : Molly Wood
- 1946 : They Made Me a Killer : June Reynolds
- 1946 : The Fabulous Suzanne : Suzanne
- 1946 : The Return of Monte Cristo : Angela Picard
- 1947 : La Vallée maudite (Gunfighters) de George Waggner : Bess Banner
- 1948 : La Descente tragique (Albuquerque) de Ray Enright : Letty Tyler
- 1948 : Mr. Reckless : Betty Denton
- 1948 : Brahma taureau sauvage (The Untamed Breed) : Cherry Lucas
- 1948 : Loaded Pistols (en) de John English : Mary Evans
- 1949 : L'Indésirable monsieur Donovan (Cover Up) d'Alfred E. Green  : Anita Weatherby
- 1949 : I Shot Jesse James : Cynthy Waters
- 1950 : Champagne for Caesar : Gwenn Bottomley
- 1950 : The Bandit Queen : Zarra Montalvo, alias Lola Belmont
- 1952 : Capturez cet homme ! (en) (Ride the Man Down) : Lottie Priest
- 1952 : Bwana Devil d'Arch Oboler : Alice Hayward
- 1952 : L'Heure de la vengeance (The Raiders) de Lesley Selander : Elizabeth Ainsworth
- 1954 : Dragonfly Squadron de Lesley Selander : Donna Cottrell
- 1955 : La Danseuse et le Milliardaire (Ain't Misbehavin') d'Edward Buzzell : Pat Beaton
- 1955 : Night Freight : Wanda
- 1955 : Les Forbans (The Spoilers) de Jesse Hibbs : Helen Chester

### Télévision
- 1960 : Head of the Family : Laura Petrie
- 1968 : On ne vit qu'une fois (One Life to Live) (série) : Fran Craig Gordon #1 (1979-1980)